# Михалевич, Фёдор Михайлович
Фёдор Михайлович Михалевич (1924—2003) — советский передовик производства, бригадир плотников мостоотряда №35 мостостроительного треста №8 Министерства транспортного строительства СССР. Герой Социалистического Труда (1974).

## Биография
Родился в 1924 году в городе Екатеринослав, Екатеринославского округа Украинской ССР.
С 1940 года после окончания Екатеринославской семилетней школы начал свою трудовую деятельность в качестве ученика маляра, позже был назначен — маляром.
С 1941 года после начала Великой Отечественной войны был призван в ряды Рабоче-Крестьянской Красной Армии, участник Великой Отечественной войны — красноармеец, служил стрелком в действующей армии, был тяжело ранен в бою, с 1944 года после лечения в военных госпиталях Ф. М. Михалевич был демобилизован по состоянию здоровья из рядов Красной армии.
С 1944 года жил во Владивостоке и начал работать плотником во Владивостокском тридцать пятом мостостроительном отряде Приморского восьмого мостостроительного треста. С 1954 года за свой трудолюбие и принципиальность был повышен и назначен — бригадиром плотников Владивостокского мотостроительного отряда Приморского треста. Бригада под руководством Ф. М. Михалевича строила мосты на территории всей советской родины: в Белоруссии, в Забайкалье, в Хабаровском крае и на Украине. 
7 мая 1971 года  Указом Президиума Верховного Совета СССР «за выдающиеся трудовые достижения и перевыполнение плана»  Фёдор Михайлович Михалевич был награждён Орденом Ленина.
С 1971 по 1975 годы в период девятой пятилетки бригадой под руководством Ф. М. Михалевича были сооружены мосты через реки Уссури, протяжённостью — 15 километров и реку Хмыловку, так же для движения железнодорожных составов из Находки в Восточный порт был построен сложный в конструкторском отношении железнодорожный мост через реку Партизанскую, транспортные сооружения мостового типа через долину Первой речки к Морскому вокзалу в городе Владивостоке.  Каждый год бригада под его руководством  выполняла и перевыполняла плановые задание на 120—130 процентов, постоянно становясь победителями в социалистических соревнованиях. 
8 января 1974 года  Указом Президиума Верховного Совета СССР «за выдающиеся успехи в выполнении и перевыполнении планов 1973 года и принятых социалистических обязательств»  Фёдор Михайлович Михалевич был удостоен звания Героя Социалистического Труда с вручением Ордена Ленина и золотой медали «Серп и Молот».
После выхода на пенсию жил во Владивостоке.
Умер в 2003 году, похоронен на Лесном кладбище города Владивостока.

## Награды
- Медаль «Серп и Молот» (08.01.1974)
- Орден Ленина (07.05.1971; 08.01.1974)